# Castro Marim
Castro Marim – miejscowość w Portugalii, leżąca w dystrykcie Faro, w regionie Algarve w podregionie Algarve. Miejscowość jest siedzibą gminy o tej samej nazwie.

## Zabytki
- Zamek w Castro Marim

## Demografia
| Liczba ludności gminy Castro Marim (1801–2011) | Liczba ludności gminy Castro Marim (1801–2011) | Liczba ludności gminy Castro Marim (1801–2011) | Liczba ludności gminy Castro Marim (1801–2011) | Liczba ludności gminy Castro Marim (1801–2011) | Liczba ludności gminy Castro Marim (1801–2011) | Liczba ludności gminy Castro Marim (1801–2011) | Liczba ludności gminy Castro Marim (1801–2011) | Liczba ludności gminy Castro Marim (1801–2011) | Liczba ludności gminy Castro Marim (1801–2011) |
| ---------------------------------------------- | ---------------------------------------------- | ---------------------------------------------- | ---------------------------------------------- | ---------------------------------------------- | ---------------------------------------------- | ---------------------------------------------- | ---------------------------------------------- | ---------------------------------------------- | ---------------------------------------------- |
| 1801                                           | 1849                                           | 1900                                           | 1930                                           | 1960                                           | 1981                                           | 1991                                           | 2001                                           | 2004                                           | 2011                                           |
| 5 020                                          | 4 874                                          | 8 308                                          | 9 402                                          | 9 992                                          | 7 297                                          | 6 803                                          | 6 593                                          | 6 495                                          | 6 747                                          |

## Sołectwa
Sołectwa gminy Castro Marim (ludność wg stanu na 2011 r.):
- Altura - 2195 osób
- Azinhal - 522 osoby
- Castro Marim - 3267 osób
- Odeleite - 763 osoby

## Współpraca
- Guérande, Francja